# Agriocnemis splendissima
Agriocnemis splendissima là một loài chuồn chuồn kim trong họ Coenagrionidae.
Loài này được xếp vào nhóm Loài ít quan tâm trong sách Đỏ của IUCN năm 2010.
Agriocnemis splendissima được Laidlaw miêu tả khoa học năm 1919.